# Падерки-Казенні
Падерки-Казенні (рос. Падерки-Казенные) — присілок в Куйбишевському районі Калузької області Російської Федерації.
Населення становить 39 осіб. Входить до складу муніципального утворення Селище Бетлиця.

## Історія
Від 2004 року входить до складу муніципального утворення Селище Бетлиця.

## Населення
| 2002 | 2010 |
| ---- | ---- |
| 47   | ↘39  |